# جبل سانت-فيكتوار كما يبدو من بيلفو
جبل سانت-فيكتوار كما يبدو من بيلفو، هي لوحة تنتمي لفن التصوير الطبيعي رسمها الفنان الفرنسي بول سيزان عام 1886. موضوع اللوحة هو جبل سانت-فيكتوار الواقع في بروفنس جنوبي فرنسا. أمضى سيزان الكثير من الوقت في آكس أون بروفانس وطوّر علاقة خاصة مع المناظر الطبيعية. هذا الجبل على وجه الخصوص، كان مرئياً من منزله لذا رسمه أكثر من مرة.
كما صوّر سيزان جسر السكة الحديدية الواقع على خط آكس-مارسيليا الممتد على وادي نهر آرك في منتصف الطرف الأيمن من الصورة.
تظهر الصورة بوضوح مشروع سيزان لتقديم نظام واضح للمشاهد الطبيعية دون التخلي على الواقعية البصرية للانطباعية. يعطي الضوء والألوان في اللوحة انطباعاً بوجود نمط غير مفروض على الطبيعة، بل بكونه طبيعي.